# 紀元前207年
紀元前207年（きげんぜん207ねん）

## 他の紀年法
- 干支 : 甲午
- 日本
  - 皇紀454年
  - 孝元天皇8年
- 中国 : 秦 - 二世皇帝3年
- 朝鮮 :
- ベトナム :
- 仏滅紀元 : 338年
- ユダヤ暦 :

## できごと

### ヨーロッパ
- ローマ軍がカルタゴ軍ハンニバルへの援軍を全滅させ、ハスドルバルを敗死させる（メタウルスの戦い）。

### 中国
- 項羽が秦の将軍章邯を降す（鉅鹿の戦い）。
- 趙高が二世皇帝胡亥を自害に追い込み、子嬰を立てて秦王とする。
- 子嬰が趙高を殺す。

## 死去
- 胡亥、秦王朝の第2代皇帝
- 趙高、秦王朝の政治家、宦官
- 宋義、楚の総大将
- 蜀泮、現在のベトナム北部に甌雒国を建国、安陽王を名乗る
- クリュシッポス、ギリシアの哲学者。ストア派の学頭
- マカニダス、スパルタの僭主
- ハスドルバル・バルカ、カルタゴの将軍（* 紀元前245年）